# Џони Харис
Џонатан Харис, (енгл. Jonny Harris; Пауч Ков, 22. септембар 1975) је канадски глумац и комичар из Њуфаундланда и Лабрадора. Харис је најпознатији по својој улози полицајца Џорџа Кребтрија у телевизијској серији Мердокове мистерије, али и Still Standing и Hatching, Matching and Dispatching; као и филмовима Young Triffie, Moving Day, и Grown Up Movie Star.

## Каријера
Харис је пет сезона радио на фестивалу Rising Tide Theatre у Тринити Беј на Њуфаундленду. Поред телевизијског и филмског рада, наступао је и као комичар на Winnipeg Comedy Festival, Just for Laughs Festival, и Halifax Comedy Festival, као и у СиБиеСовој комичној радио серији The Debaters. Године 2015. почео је да глуми у љетној комедији/ријалити серији Still Standing на СиБиеС телевизији. Заједно за Емом Хантер водио је 6. Канадску филмску награду.

## Филмографија

### Филм
| Година | Наслов              | Улога       | Напомена    |
| ------ | ------------------- | ----------- | ----------- |
| 2006   | Young Triffie       | Били Хед    |             |
| 2009   | Grown Up Movie Star | Стјуарт     |             |
| 2012   | Moving Day          | Денис       |             |
| 2013   | Me2                 | полицајац   | кратки филм |
| 2017   | A Christmas Fury    | Трој        |             |
| 2019   | Goalie              | Фил Саливан |             |

### Телевизија
| Година       | Наслов                                             | Улога                  | Напомена                   |
| ------------ | -------------------------------------------------- | ---------------------- | -------------------------- |
| 2006         | Hatching, Matching and Dispatching                 | Трој Фуреј             | Епизода: "1.2"             |
| 2006         | Sketch with Kevin McDonald                         | разно                  |                            |
| 2008–present | Мердокове Мистерије                                | полицајац Џорџ Кребтри | Главна улога               |
| 2011         | Republic of Doyle                                  | Брет Бебкок            | Епизода: "St. John's Town" |
| 2011         | Comedy Now!                                        |                        | Епизода: "Џони Харис"      |
| 2011         | Мердокове мистерије: Проклество изгубљених фараона | полицајац Џорџ Кребтри | Веб серија                 |
| 2012         | Мердокове мистерије: Мердоков ефекат               | полицајац Џорџ Кребтри | Веб серија                 |
| 2012         | The Listener (ТВ серија)                           | Томи Нордет            | "The Bro Code"             |
| 2015         | Мердокове мистерије: Паклени уређај                | полицајац Џорџ Кребтри | Веб серија                 |
| 2018         | Мистерије Френки Дрејк                             | Џорџ Кребтри           | Епизода: "Пилот"           |

## Други послови
| Година     | Наслов                       | Улога                      | Напомена            |
| ---------- | ---------------------------- | -------------------------- | ------------------- |
| 2009-12    | Ha!ifax Comedy Fest          | Писац                      | 10 епизода          |
| 2010       | CBC Winnipeg Comedy Festival | Писац                      | "The Holliday Show" |
| 2010       | Brighton Rock                | шеф умјетничког одјељења   |                     |
| 2015-данас | Still Standing               | Писац, продуцент и водитељ | 52 епизоде          |